# 川口市立朝日東小学校
川口市立朝日東小学校（かわぐちしりつ あさひひがししょうがっこう）は、埼玉県川口市朝日にある公立小学校。

## 沿革
- 1969年4月1日 - 川口市立朝日東小学校として創立
- 1980年2月22日 - 開校10周年記念式典を挙行
- 1989年1月26日 - 開校20周年記念式典を挙行
- 1999年11月6日 - 開校30周年記念式典を挙行[1]

## 教育目標
- よく学ぶ子（知育） - 筋道を立てて考え、創意工夫し、進んで学習する子
- 心の豊かな子（徳育） - 仲よく、思いやりのある行動ができる子
- じょうぶな子(体育） - 進んで運動し、健康や安全に注意する子[2]

## 通学区域
- 朝日5丁目 - 全域
- 朝日6丁目 - 全域
- 末広3丁目 - 全域
- 弥平2丁目 - 全域
- 弥平3丁目 - 全域
- 弥平4丁目 - 全域[3]

## 著名な卒業生
- 富岡由紀夫 - 政治家(元参議院議員)
- 大野元裕 - 政治家(埼玉県知事、元参議院議員)
- 工藤慎太郎 - シンガーソングライター